# Hoàng tự phi Kiko
Hoàng tự phi Kiko (皇嗣文仁親王妃紀子 (Hoàng tự Văn Nhân Thân vương phi Kỷ Tử) Kōshi Fumihito Shinnōhi Kiko); sinh ngày 11 tháng 9 năm 1966 với tên khai sinh Kawashima Kiko (川嶋紀子 (Xuyên Đảo Kỷ Tử)) là phu nhân của Hoàng tự Thu Tiểu cung Thân vương Fumihito, con trai thứ của Thượng hoàng Akihito và Thượng hoàng hậu Michiko của Nhật Bản. Phu quân bà hiện nay là Hoàng tự thân vương, nên bà được xưng hiệu là Hoàng tự phi (皇嗣妃, Koshihi), đầy đủ là Thu Tiểu cung Hoàng tự phi Điện hạ (秋篠宮皇嗣妃殿下, Akishino-no-miya Koshihi Denka).

## Tiểu sử
Hoàng tự phi Kiko tên thật là Kawashima Kiko (川島 紀子), sinh ngày 11 tháng 9 năm 1966 tại bệnh viện Shizuoka Saiseikai, khu Suruga, thành phố Shizuoka, Nhật Bản. Kiko là con gái đầu của ông Kawashima Tatsuhiko (川嶋 辰彥), giáo sư kinh tế học tại Đại học Gakushuin và mẹ là bà Sugimoto Kazuyo (杉本 和代). Ông nội của Hoàng tự phi là Kawashima Takahiko (川嶋 孝彦), cục trưởng cục Thống kê trong Nội các Nhật Bản và bà nội là Kawashima Itoko (川嶋紀子), con gái ông Ikegami Shirou, thị trưởng Osaka, tốt nghiệp trường trung học Shimizudani ở Osaka năm 1923. Hai ông bà kết hôn năm 1927.
Cả gia đình Kiko chuyển tới Pennsylvania, Mỹ năm 1967 khi cha cô theo học tại Đại học Pennsylvania và Kiko có 6 năm đầu đời tại đây. Kiko đã học tại nhà trẻ Jiyu Gakuen Yoji Seikatsudan thuộc hệ thống trường của Tập đoàn Jiyu Gakuen ở Nhật Bản.
Tháng 9 năm 1969, Kiko bắt đầu học mầm non tại trường Rosemont Trinity School ở Philadelphia, Mỹ. Một năm sau, cô học mẫu giáo tại trường mầm non Saint Mary cùng bang. Tháng 9 năm 1971 vào học trường tiểu học Henry C. Lea School.
Tháng 1973, năm Chiêu Hòa thứ 48, cha cô nhận chức phó giáo sư tại Đại học Gakushuin nên gia đình quay về tỉnh Shizouka, Nhật Bản. Tháng 9 năm đó, Kiko vào học trường tiểu học Shizuoka-shiritsu Nakada, phường Nakada, khu Surugaku, Shizuoka.
Tháng 9 năm 1975, cha cô đưa gia đình chuyển lên Tokyo nên Kiko vào học lớp 3 trường tiểu học Mejiro, Toshima, Tokyo gần với cơ quan của cha.
Năm 1976, Kiko được chuyển sang trường tiểu học Gakushuin (学習院初等科) với môi trường giáo dục tốt hơn. Tuy nhiên cuối học kỳ một năm đó, cha cô được mời làm nghiên cứu cấp cao tại Viện Quốc tế về Phân tích Hệ thống Ứng dụng, Laxenburg ở ngoại ô thủ đô Viên. Kiko đã dành thời gian 2 năm tại đây.
Năm 1977, Kiko ghi danh vào lớp 6 tại trường quốc tế American International School tại thủ đô Viên, Áo và từ đó có cơ hội nâng cao trình độ tiếng Anh. Do Áo sử dụng tiếng Đức làm ngôn ngữ chính nên Kiko cũng trau dồi ngôn ngữ này và dần bớt khó khăn khi sử dụng nó trong giao tiếp.
Tháng 9 năm 1979, Kiko theo gia đình trở về Nhật Bản. Kiko theo học cấp 2 và cấp 3 tại trường trung học nữ Gakushuin (学習院女子中等科).
Năm 1985, Kiko ghi danh vào khoa tâm lý của Đại học Gakushuin (学習院大学). Tại hiệu sách trong trường, cô gặp gỡ tiền bối cùng trường là hoàng tử Fumihito, con trai thứ của Nhật hoàng Akihito. Sau đó, cả hai phát triển mối quan hệ sâu sắc qua các hoạt động trong trường.
Ngày 26 tháng 6 năm 1986, Kiko nhận được lời cầu hôn từ Fumihito nhưng ngay lập tức không nhận lời.
Năm 1989, Kiko tốt nghiệp Đại học Gakushuin chuyên ngành Tâm lý học và tốt nghiệp Thạc sĩ cùng ngành tại đây năm 1995. Năm 2013, bà tốt nghiệp Tiến sĩ tại trường Đại học Ochanomizu (お茶の水女子大学).

## Hôn nhân

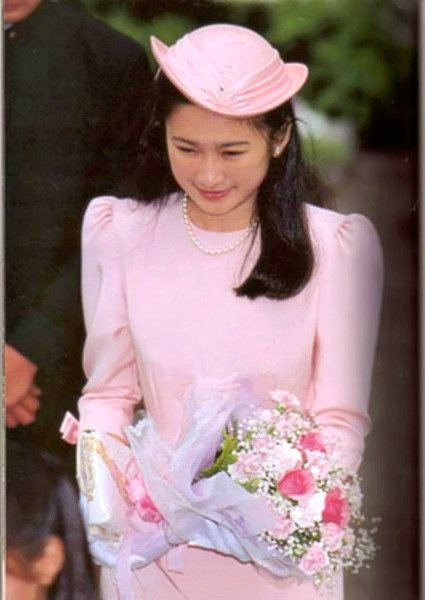
Kiko trong lễ đính hôn năm 1990.

Việc Kiko và Thân vương Fumihito đính hôn đã nhận được sự phê chuẩn của mười thành viên của Hội đồng Hoàng gia ngày 12 tháng 9 năm 1989. Đám cưới diễn ra ở Hoàng cung ngày 29 tháng 6 năm 1990. Hội đồng Hoàng gia trước đó đã cho phép Thân vương có quyền lập một chi mới của hoàng gia và được Thiên hoàng Akihito cho lập nhánh Thu Tiểu cung (秋篠宮, Akishino-no-miya) vào ngày cưới nên sau lễ cưới, Kiko trở thành Thu Tiểu cung Thân Vương phi.
Sự đính hôn và lễ cưới của hoàng tử Fumihito khi đó đã phá vỡ tiền lệ ở nhiều khía cạnh. Tại thời điểm đó, Fumihito vẫn đang là sinh viên ở Đại học Gakushuin và kết hôn trước người anh trai, Thiên hoàng Naruhito. Thứ hai, cô dâu là người phụ nữ đầu tiên xuất thân từ tầng lớp trung lưu kết hôn với dòng dõi Hoàng gia.
Sau khi anh chồng bà là Thái tử Naruhito lên ngôi Thiên Hoàng, vợ chồng bà trở thành Thu Tiểu cung Hoàng tự và Hoàng tự phi. Buổi lễ Tuyên bố Tấn phong Thu Tiểu cung Thân vương Fumihito lên làm Hoàng tự đã diễn ra vào ngày 8 tháng 11 năm 2020, từ đây Thân vương phi Kiko chính thức trở thành Hoàng tự phi.

### Gia đình

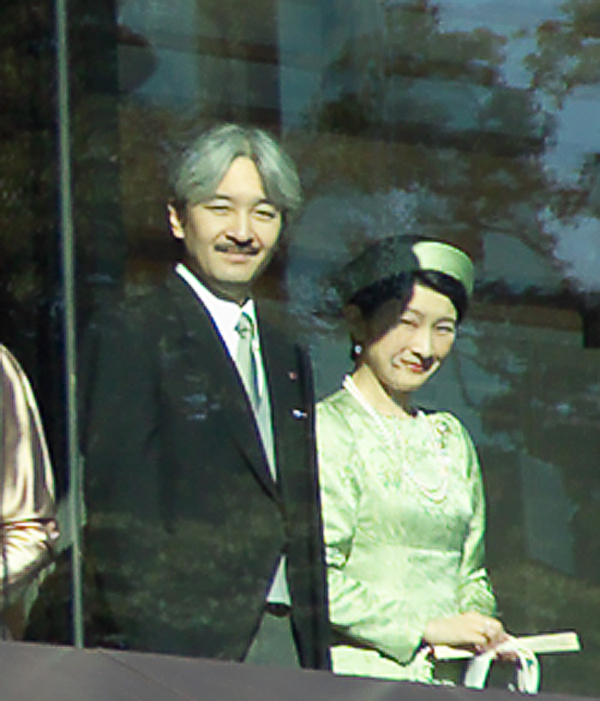
Vợ chồng Thu Tiểu cung.

Từ năm 1997, Thân vương Fumihito và Thân vương phi Kiko và các con sống chủ yếu ở Akasaka, Motoakasaka, Minato, Tokyo. Họ có hai con gái và một con trai:
- Trưởng nữ: Nội Thân vương Mako (sinh ngày 23 tháng 10 năm 1991)(đã từ bỏ tước vị và rời khỏi Hoàng thất Nhật Bản sau khi kết hôn với vị hôn phu thường dân)
- Thứ nữ: Nội Thân vương Kako (sinh ngày 29 tháng 12 năm 1994)
- Trưởng nam: Thân vương Hisahito (sinh ngày 6 tháng 9 năm 2006)

Ngày 6 tháng 9 năm 2006, lúc 8 giờ 27 phút sáng (Giờ Nhật Bản), Thân vương phi Kiko sinh hạ một bé trai, bằng phương pháp sinh mổ. Em bé nặng 2,556 kg. Tiểu thân vương được đặt tên Hisahito vào buổi lễ bảy ngày sau khi sinh, đây là bé trai đầu tiên được sinh ra cho Hoàng gia Nhật Bản trong 41 năm qua. Hiện giờ vẫn chưa rõ luật thừa kế có thay đổi hay không để cho phép Nội thân vương Aiko - trưởng nữ của Thiên hoàng Naruhito trở thành Thiên hoàng. Nếu không thay đổi, Thân vương Hisahito sẽ trở thành Thiên hoàng sau khi người bác là Thiên hoàng Naruhito và người bố là Thân vương Fumihito thoái vị hoặc qua đời.
Bà cùng hai con gái là hai Nội thân vương Mako và Kako đều có khả năng sử dụng ngôn ngữ ký hiệu thành thạo để giao tiếp với người khiếm thính. Trong đó, Nội thân vương Mako đã tốt nghiệp Thạc sĩ ngành Bảo tàng học tại Đại học Leicester và đang học Tiến sĩ tại ICU nơi cô học Đại học, đồng thời cũng đang là nghiên cứu viên tại Bảo tàng Đại học thuộc Đại học Tokyo. Nội thân vương Kako cũng tốt nghiệp Cử nhân tại ICU khoa Nghệ thuật và Khoa học và từng du học ngành nghệ thuật sân khấu tại Đại học Leeds, Vương quốc Anh dạng sinh viên trao đổi. Thân vương Hisahito hiện đang học trường Trung học cơ sở thuộc Đại học Ochanomizu.